# Skander Mansouri
Skander Mansouri (Tunisi, 23 luglio 1995) è un tennista tunisino.
Specialista del doppio, ha disputato due finali nel circuito maggiore e ha vinto diversi titoli nei circuiti minori, il suo miglior ranking ATP è il 54º posto del gennaio 2025. Nel 2015 ha fatto il suo esordio nel circuito maggiore e nella squadra tunisina di Coppa Davis. Ha giocato per la prima volta un torneo del Grande Slam all'Open di Francia 2024.

## Carriera
Fa la sua prima isolata apparizione tra i professionisti in un torneo ITF Futures di doppio tunisino nel 2010 e disputa alcuni altri tornei nel 2012. Inizia a giocare con maggiore continuità nel 2013 e subito si dimostra più competitivo in doppio, ad aprile raggiunge i quarti di finale al Tunis Open, torneo dell'ATP Challenger Tour, e a luglio perde la finale al torneo Futures Egypt F16 di Sharm El Sheikh. Verso fine anno alza i primi trofei da professionista vincendo in ottobre l'Egypt F28 a Sharm El Sheikh in coppia con Cristian Rodríguez e il Qatar F4 a Doha in dicembre assieme a Evan Hoyt.
Dopo la fine della stagione 2013 inizia un lungo periodo di inattività e rientra nel luglio 2015. Il mese successivo esordisce nel circuito maggiore al Winston-Salem Open e in coppia con Christian Seraphim viene eliminato al primo turno da Ryan e Christian Harrison. A ottobre gioca per la prima volta in Coppa Davis e vince entrambi gli incontri disputati nella sfida finita 3-0 contro l'Algeria. Quell'anno contribuisce alla promozione della Tunisia nel Gruppo II vincendo poi anche il doppio nel 3-0 contro la Namibia e un singolare nel 2-0 contro il Benin. Gioca pochi tornei anche nel biennio 2016-2017, ma fa in tempo a vincere tre nuovi tornei ITF in doppio e a subire altre due sconfitte al primo turno del Winston Salem Open.
Negli anni successivi conquista diversi altri titoli ITF in doppio e anche in singolare a partire dal novembre 2018, quando vince il suo primo titolo in singolare al torneo Cameroon F1. Nel 2019 conquista il primo titolo Challenger al torneo di doppio di Yokohama, dove gioca in coppia con il connazionale Moez Echargui e in finale hanno la meglio su Max Purcell / Luke Saville per 7-6, 6-7, [10-7]. Per vincere il successivo Challenger deve aspettare l'aprile 2023, quando in coppia con Michail Pervolarakis sconfigge Benjamin Lock / Rubin Statham nella finale del Morelos Open e fa il suo ingresso nella top 200 del ranking. A luglio vince il doppio anche ai Challenger di Chicago con Mikelis Libietis. Inizia quindi a giocare con Luke Johnson e a fine stagione si aggiudicano i Challenger di Istanbul, Charleston e Tiburon. Chiude il 2023 con il nuovo miglior ranking di doppio alla 130ª posizione mondiale.
Nel gennaio 2024 vince in doppio con Johnson due Challenger consecutivi al Nonthaburi III e soprattutto al BW Open, il suo primo titolo di categoria Challenger 125, successo che gli vale l'ingresso nella top 100, in 99ª posizione. Subito dopo vince il suo primo match in carriera in un torneo ATP al Dallas Open in coppia con Gonzalo Escobar. Continua l'ascesa nel ranking giocando con Johnson, in primavera raggiungono tre finali Challenger consecutive vincendo quella del Roma Open e quella al Challenger 175 dell'Open du Pays d'Aix. L'ottima classifica maturata consente loro di entrare per la prima volta nel tabellone principale di un torneo del Grande Slam al Roland Garros; sconfiggono all'esordio Romain Arneodo / Sam Weissborn ed escono di scena al secondo turno. A fine torneo Mansouri sale al 59º posto mondiale.
Cambia alcuni partner per i tornei successivi, gioca Wimbledon con Nicolas Mahut e danno forfait dopo aver vinto il match di primo turno. Disputa la sua prima semifinale ATP all'Austrian Open Kitzbühel con Santiago González e perdono in tre set contro Constantin Frantzen / Hendrik Jebens. Agli US Open esce al secondo turno in coppia con Nicolás Barrientos, assieme al quale perde in ottobre all'Almaty Open la sua prima finale ATP contro Rithvik Choudary Bollipalli / Arjun Kadhe con il punteggio di 6-3, 6-7, [12-14]. Si consolano la settimana successiva vincendo il Brest Challenger. Nell'ultimo impegno stagionale disputa una nuova finale ATP al Belgrade Open, questa volta con Ivan Dodig, e vengono sconfitti da Jamie Murray / John Peers per 6-3, 6-7, [9-11]. Chiude il 2024 con il nuovo miglior ranking al 56º posto.
A inizio gennaio 2025 perde assieme a Joran Vliegen la semifinale del torneo ATP 250 Hong Kong Tennis Open 2025 e sale ulteriormente al 54º posto mondiale. In coppia con Dodig non va oltre i quarti all'Adelaide International e dopo l'eliminazione al secondo turno degli Australian Open Mansouri rimane inattivo due mesi e mezzo. Rientra a fine marzo, nei due mesi e mezzo successivi gioca quattro tornei, viene sempre eliminato al primo turno e scende nel ranking.

## Statistiche

### Doppio

#### Finali perse (2)
| Legenda              |
| Grande Slam (0)      |
| ATP Finals (0)       |
| ATP Masters 1000 (0) |
| ATP Tour 500 (0)     |
| ATP Tour 250 (2)     |

| N. | Data            | Torneo                  | Superficie  | Compagno           | Avversari in finale                     | Punteggio            |
| 1. | 20 ottobre 2024 | Almaty Open, Almaty     | Cemento (i) | Nicolás Barrientos | Rithvik Choudary Bollipalli Arjun Kadhe | 6–3, 6(3)–7, [12–14] |
| 2. | 9 novembre 2024 | Belgrade Open, Belgrado | Cemento (i) | Ivan Dodig         | Jamie Murray John Peers                 | 6–3, 6(5)–7, [9–11]  |

### Tornei Challenger

#### Vittorie (11)
| N.  | Data              | Torneo                                | Superficie  | Compagno             | Avversari in finale                                 | Punteggio              |
| 1.  | 2 marzo 2019      | Keio Challenger, Yokohama             | Cemento     | Moez Echargui        | Max Purcell Luke Saville                            | 7–6(6), 6(3)–7, [10–7] |
| 2.  | 22 aprile 2023    | Morelos Open, Cuernavaca              | Cemento     | Michail Pervolarakis | Benjamin Lock Rubin Statham                         | 6–4, 6–4               |
| 3.  | 15 luglio 2023    | Chicago Men's Challenger, Chicago     | Cemento     | Mikelis Libietis     | Chung Yun-seong Andrew Harris                       | 7–6(5), 6–3            |
| 4.  | 9 settembre 2023  | Istanbul Challenger, Istanbul         | Cemento     | Luke Johnson         | Sander Arends Aisam-ul-Haq Qureshi                  | 7–6(3), 6–3            |
| 5.  | 30 settembre 2023 | LTP Men's Open, Charleston            | Cemento     | Luke Johnson         | Nicholas Bybel Oliver Crawford                      | 6–4, 6–4               |
| 6.  | 7 ottobre 2023    | Tiburon Challenger, Tiburon           | Cemento     | Luke Johnson         | William Blumberg Luis David Martínez                | 6–2, 6–3               |
| 7.  | 20 gennaio 2024   | Nonthaburi Challenger III, Nonthaburi | Cemento     | Luke Johnson         | Rithvik Choudary Bollipalli Niki Kaliyanda Poonacha | 7–5, 6–4               |
| 8.  | 27 gennaio 2024   | BW Open, Ottignies-Louvain-la-Neuve   | Cemento (i) | Luke Johnson         | Sander Arends Sem Verbeek                           | 7-5, 6-3               |
| 9.  | 27 aprile 2024    | Roma Open, Roma                       | Terra rossa | Luke Johnson         | Lorenzo Rottoli Samuel Vincent Ruggeri              | 6-2, 6-4               |
| 10. | 4 maggio 2024     | Open du Pays d'Aix, Aix-en-Provence   | Terra rossa | Luke Johnson         | Diego Hidalgo Cristian Rodríguez                    | 6-3, 6-3               |
| 11. | 27 ottobre 2024   | Brest Challenger, Brest               | Cemento (i) | Nicolás Barrientos   | Jakub Paul Matej Vocel                              | 7-5, 4-6, [10-5]       |